# A Darker Monument
A Darker Monument är det norska black metal-bandet Aeternus fjärde studioalbum, utgivet 2003 av skivbolaget Nocturnal Art Productions.

## Låtlista
1. "Sword of the Earth" – 4:58
2. "Slavestate" – 5:36
3. "Litany of Ra" – 6:18
4. "Soulslayer" – 4:09
5. "Darkstorm" – 4:48
6. "Genocide Delight" – 5:41
7. "Seen Through Abhorrent Eyes" – 3:22
8. "The Trident" – 4:41
9. "Sons of War" – 6:13

- Alla låtar skrivna av Aeternus.

## Medverkande
Musiker (Aeternus-medlemmar)
- Ares (Ronny Brandt Hovland) – sång, gitarr
- Radek (Radomir Michael Nemec) – gitarr
- Erik (Erik Hæggernes) – trummor
- V'gandr (Ørjan Nordvik) – basgitarr, sång

Bidragande musiker
- Remi Andersen – trummor (spår 8)

Produktion
- Pytten (Eirik Hundvin) – producent, ljudtekniker, ljudmix
- Ares – ljudmix, producent
- Erik – ljudmix
- V'gandr – ljudmix
- Björn Goosses – omslagskonst

### Fotnoter
1. ↑  A Darker Monument på discogs.com